# Monument de la Dona Treballadora
El Monument de la Dona Treballadora fou inaugurat el 21 de desembre de 1996. L'autor, Andreu Alfaro, cerca amb aquest monument retre homenatge a la dona treballadora terrassenca.
Està situada dins la glorieta de l'encreuament entre la carretera de Castellar amb les avingudes de Jaume I i de Barcelona, i el passeig Vint-i-dos de Juliol, dins de la ciutat de Terrassa.
Com a estructura, és un llarg tirabuixó cònic d'uns 40 metres d'alçada i més de 60 tones de pes, fet en acer patinable, format per dos plans entrellaçats estrenyent-se a mesura que l'altura augmenta, emulant les trenes que portaven les dones que treballaven a les fàbriques tèxtils de la ciutat. En la precarietat d'aquestes fàbriques s'havien produït nombrosos accidents en què les trenes de les treballadores quedaven embullades en la maquinària, matant-les en l'acte. L'autor honra amb aquest monument a totes les dones treballadores de les fàbriques tèxtils de la ciutat de Terrassa.
A més, per la seva mena de material, el monument adopta tonalitats i colors diferents segons l'hora del dia.